# Катастрофа Ан-32 под Кишинёвом
Катастрофа Ан-32 в аэропорту Кишинёва — крушение транспортного самолета суданской компании Kata Air Transport. На борту находились 8 членов экипажа и две тонны авиационных запчастей и технического масла. Все 8 человек погибли.

## Обстоятельства происшествия
Самолёт Ан-32 прибыл в Кишинёв из Вены, осуществив посадку с целью дозаправки и прохождения очередного технического обслуживания. На борту находилось около двух тонн авиационных запчастей и технического масла.
Самолет собирался лететь из Кишинёва в Судан через Турцию, намереваясь осуществить следующую пересадку в Анталье. Борт принадлежал суданской авиакомпании. В его экипаж входили восемь человек — Бургело Валентин (КВС), Дмитришин Николай, Моисеенко Андрей, Вдовенко Вячеслав, Красильников Вадим, Волощук Анатолий, Гайдук Валентин и Тихонов Андрей. По одним данным, из экипажа трое человек были молдавскими гражданами, а пятеро — украинскими; по другим данным, все восемь человек были гражданами Республики Молдова; по третьим — по четверо граждан Молдавии и Украины.
Через 5 минут после взлёта в ночное время экипаж сообщил, что собирается вернуться в аэропорт из-за отказа бортового ответчика. Через 13 минут после взлёта при визуальном заходе на посадку в ПМУ самолёт столкнулся с ограждением аэропорта и с комплексом азимутально-дальномерного радиомаяка DVOR/DME, упал на территории аэропорта, разрушился и загорелся. Отказов систем самолёта до столкновения с препятствиями по данным бортового самописца не было. Самолёт упал, не долетев около 200 м до ВПП, и полностью сгорел. Все восемь человек на его борту погибли в результате многочисленных травм от столкновения с обломками самолёта. По факту аварии самолёта молдавская прокуратура возбудила уголовное дело.

## Причины катастрофы
Чёрные ящики самолёта были доставлены в Москву, к расшифровке были привлечены специалисты из Межгосударственного авиационного комитета, специальную комиссию по расследованию причин крушения возглавил представитель МАК Георгий Ячменев. В Республике Молдова также была создана специальная правительственная комиссия, куда вошли сотрудники Генпрокуратуры, МВД и Службы информации и безопасности республики.
17 апреля 2008 года генеральный прокурор Валерий Гурбуля на выступлении перед депутатами молдавского парламента заявил, что причиной катастрофы стало несоблюдение экипажем уровня высоты при посадке. По его словам, при снижении самолёт зацепился за высоковольтные линии электропередачи. Однако он отметил, что причину этого несоблюдения можно будет узнать только после расшифровки чёрных ящиков.
26 сентября 2008 года и.о. директора Государственной администрации гражданской авиации Республики Молдова Юрие Зиду на пресс-конференции сообщил, что причиной катастрофы стали «трагическое стечение обстоятельств и человеческий фактор». Начальник управления расследования инцидентов Государственной администрации Игорь Кирилюк сообщил, что у Ан-32 вышел из строя бортовой ответчик, который передавал информацию о высоте после отрыва самолёта от земли: без этого ответчика полёты над территорией Европы запрещались. Диспетчер решил вернуть самолёт, и экипаж сообщил ему, что видит полосу. Однако при отсутствии приборов экипаж неправильно определил высоту, допустив ошибку в 30 м, и самолёт оказался ниже глиссады. Причиной катастрофы было названо преждевременное снижение, ставшее результатом неверной оценки высоты при визуальном полёте в тёмное время суток: у экипажа почти не было опыта полётов в ночное время.

## Сведения о воздушном судне и экипаже
| Тип ВС                        | Ан-32Б |
| ----------------------------- | ------ |
| Регистрационный номер (id) ВС | ST-AZL |
| Государство регистрации ВС    | Судан  |
| Дата выпуска ВС               | 1992   |
| Заводской номер ВС            | 3009   |